# Luigi Balocchi
Luigi Balocchi (Vercelli, 1766 - París, 1832) fou un llibretista d'òpera italià.
El 1802 es traslladà a París com a poeta i director d'escena del Théâtre italien, on fou el llibretista, entre d'altres, de Il viaggio a Reims, Le Siège de Corinthe i Moïse et Pharaon de Rossini.